# Старокудашево
Старокудашево (баш. Иҫке Ҡоҙаш) — село в Янаульском районе Республики Башкортостан Российской Федерации. Центр Старокудашевского сельсовета.

## География

### Географическое положение
Находится неподалёку от реки Орья. Расстояние до:
- районного центра (Янаул): 27 км,
- ближайшей ж/д станции (Янаул): 27 км.

## История
Деревня Кудашево основана беглыми татарами Арской дороги Казанского уезда, Альметевой сотни деревни Шун, перешедшими впоследствии в сословие тептярей. Обосновались они «по допуску башкирцев-вотчинников Уранской волости». Деревня впервые упоминается в 1721 году, когда правительственные сыскные отряды разыскивали беглых татар, которые ушли за Каму, где они встретили вооруженное сопротивление башкир, марийцев, удмуртов и чувашей. Название произошло от имени первопоселенца. В 1748 году зафиксировано 56 ревизских душ ясачных татар.
52 человека участвовали в пугачёвском восстании. VII ревизией 1816 года учтено 226 человек. К 1834 году образовался выселок — ныне деревня Новокудашево.
В 1834 году VIII ревизией учтено 346 человек в 54 дворах. В 1842 году они имели 127 лошадей, 155 коров, 100 овец, 120 коз; пчеловоды имели 20 ульев и 50 бортей. Было 2 водяные мельницы. В 1859 году — 552 человека в 91 дворе.
В 1870 году — деревня Старая Кудашева 3-го стана Бирского уезда Уфимской губернии, 95 дворов и 596 жителей (287 мужчин и 309 женщин) тептярей. Жители занимались сельским хозяйством и лесным промыслом, были мечеть, училище и 2 водяные мельницы.
По поземельной переписи 1877 года, в деревне Кудашева Старая Байгузинской волости Бирского уезда в 107 дворах проживало 620 жителей, имелась мечеть.
В 1896 году в деревне Старо-Кудашева Байгузинской волости IV стана Бирского уезда — 154 двора и 935 жителей (503 мужчины, 432 женщины), мечеть.
По данным переписи 1897 года в деревне проживало 874 жителя (453 мужчины и 421 женщина), все были магометанами.
В 1906 году — 970 человек, мечеть, бакалейная лавка.
По данным подворной переписи, проведённой в уезде в 1912 году, деревня входила в состав Старо-Кудашевского сельского общества Байгузинской волости. В деревне имелось 193 хозяйства припущенников (из них 38 безземельных), где проживало 925 человек (473 мужчины, 452 женщины). Количество надельной земли составляло 1977 казённых десятин (из неё 78,27 сдано в аренду), в том числе 1708 десятин пашни и залежи, 198 десятины сенокоса, 30 десятин усадебной земли, 13 — леса и 28 десятин неудобной земли. Также 6 десятин земли было куплено, 205,99 — арендовано. Посевная площадь составляла 710,55 десятины, из неё 42 % занимала рожь, 33 % — овёс, 13,5 % — греча, 5,2 % — горох, 2,9 % — полба, также сеяли коноплю, просо, пшеницу и картофель (в сумме 3,4 %). Из скота имелось 363 лошади, 375 голов КРС, 695 овец и 31 коза. У 5 хозяйств имелось 16 ульев пчёл. 54 человека занимались промыслами.
В 1920 году по официальным данным в деревне той же волости 217 дворов и 1034 жителя (492 мужчины, 542 женщины), по данным подворного подсчета — 1118 тептярей в 228 хозяйствах. В 1921 году образовался Старокудашевский сельсовет.
В 1926 году деревня относилась к Янауловской волости Бирского кантона Башкирской АССР.
В 1928 году построена первая школа, в 1929 году основан колхоз «Уран». В 1937—38 годах образованы сельский клуб и библиотека (сначала — изба-читальня), открытые в домах раскулаченных.
В 1939 году в деревне Старо-Кудашево, центре Старо-Кудашевского сельсовета Янаульского района — 948 жителей (430 мужчин, 518 женщин).
В 1952 году Старокудашевская начальная школа преобразована в семилетнюю, через некоторое время она стала восьмилетней.
В 1959 году в деревне Старокудашево 772 жителя (330 мужчин, 442 женщины), в 1970-м уже в селе — 750 человек (331 мужчина, 419 женщин).
В 1965 году построено новое здание школы, с 1976 года восьмилетняя школа стала средней.
В 1974 году построено новое здание клуба (реконструировано в 2008).
В 1979 году в селе Старокудашево 545 человек (231 мужчина, 314 женщин), в 1989-м — 380 жителей (163 мужчины, 217 женщин).
В 2002 году — 385 человек (174 мужчины, 211 женщин), татары (62 %) и башкиры (36 %).
В 2010 году — 395 человек (189 мужчин, 206 женщин).

## Население
| 2002 | 2009 | 2010 |
| ---- | ---- | ---- |
| 385  | ↗386 | ↗395 |

## Инфраструктура
Имеются средняя школа, детский сад «Солнышко», фельдшерско-акушерский пункт, ДК, библиотека, 2 магазина. Село является центральной усадьбой СПК «Урожай». Деревня газифицирована, проведён водопровод, дороги заасфальтированы.

## Религия
В селе есть мечеть.